# Matheu (Buenos Aires)
La ciudad de Matheu se encuentra en el Partido de Escobar, provincia de Buenos Aires, Argentina.
Cuenta con un libro propio escrito por Ana Etelvina Ichás y Mario Abel Fernández llamado "Matheu, 100 años de vida institucional" donde desde un punto de vista objetivo se ve relatada toda su historia como también los logros de sus habitantes.

## Historia
Fue fundada en el año 1898.
Su primera radio de casa por casa fue proporcionada por Camilo José De Stefano, por medio de un circuito cerrado, en el año 1965.

## Geografía

### Ubicación
Se encuentra ubicada a 54 km en dirección noroeste de la ciudad Autónoma de Buenos Aires. En el km 5 de la ruta provincial RP 25, dirección Escobar-Pilar.

### Población
Posee aproximadamente 19 964 habitantes, según el censo de 2001. 

## Servicios públicos
- Subcomisaría (fundación: 1985)

- Cuatro Escuelas de nivel primario (Escuela N.º 6 "Don José de San Martín", fundada en el año 1905; Escuela N.°17 "Gral. Martín de Güemes", Escuela N.°26 "Dr. Horacio Canesi", fundada en el año 1992; y Escuela N.º2117 Asociación Cristiana de Jóvenes de la República Argentina.)

- Escuela de nivel medio "Escuela de Educación Media N°2 Fray Luis Beltrán"

- Escuela de nivel secundario "escuela secundaria básica N°15"

- Escuela de nivel inicial, primario y secundario "Asociación Cristiana de Jóvenes"

- Destacamento de Bomberos Voluntarios (fundado: 9 de julio de 1993)

- Sala de primeros Auxilios "Dr. Horacio Canesi" (fundada en 1940)

- Sociedad de Fomento Matheu

- Municipalidad (fundación 1955)

- Dos centros de jubilados

- Centro Turístico Ymcahuasi

- Radio local Frecuencia 106 FM 106.5 www.frecuencia106.com

- Portal de noticias: www.noticias106.com

- La ciudad se encuentra servida por la línea de transporte automotor n.º 276 que brinda la empresa "La Metropolitana" y por el servicio ferroviario brindado por Trenes Argentinos, el cual cumple el trayecto Victoria-Capilla del Señor.

## Parroquias de la Iglesia católica en Matheu
| Diócesis  | Zárate-Campana    |
| --------- | ----------------- |
| Parroquia | San Juan Bautista |